# 金平守人
金平 守人（かねひら もりひと、1969年 - ）は、日本の漫画家。兵庫県姫路市出身。初期のペンネームはたけくらヤマト。

## 経歴
芦屋芸術学院専門学校（芦屋芸術情報専門学校の名称を経て現在専門学校アートカレッジ神戸に改名）デザイン造形学科卒業。『週刊ヤングジャンプ』でデビュー。1996年に『姫野路先生の野望』で第3回アスキー漫画大賞準入選。石川サブロウの元アシスタント。
月刊『コミックビーム』1997年1月号より『金平劇場』を連載開始。途中幾度かのタイトル変更を経て『がけっプチ漫金日記』として2011年5月号まで連載。 
2007年3月20日創刊の角川書店初となる青年漫画雑誌『コミックチャージ』に親友である呉エイジ原作による初のホームコメディ『我が妻との闘争』を連載。
『月刊コミックビーム』2013年5月号で『働け!ハタラキさん』が連載を終了、同年7月号に掲載された読み切り『ロロの旅』を最後に『コミックビーム』を離れ、『ヤングチャンピオン』（秋田書店）や、『月刊ヤングキングアワーズGH』（少年画報社）に活動の場を移す。

## 作風など
萌え系美少女を得意とするが、劇画調やゆるキャラなど、多彩な画風を持ち、それらを駆使したオタクをターゲットとしたシニカルで自虐的かつ確信犯的なパロディを軸にしたギャグ漫画を多く描く。

## 作品リスト
- 金平劇場（1998年、『月刊コミックビーム』、エンターブレイン）
  - かねひらだもの（2000年、『月刊コミックビーム』、エンターブレイン）
  - カネヒラデスカ?（2002年、『月刊コミックビーム』、エンターブレイン）
  - KANEHIRA-DEATH（2004年、『月刊コミックビーム』、エンターブレイン）
  - 金平deR（2006年、『月刊コミックビーム』、エンターブレイン
  - かねひらでCHU（2009年、『月刊コミックビーム』、エンターブレイン）
  - ドキドキかねひらんど　なんだかくん大全集（2010年、『月刊コミックビーム』、エンターブレイン）
- 金平守人のかいつまんでななめからバッサリ（2004年、宙出版）
- とりあえずそれで+オレに聞かれても（2008年、『ヤングチャンピオン』、秋田書店）
- 我が妻との闘争（漫画：金平守人 原作：呉エイジ）（全2巻、『コミックチャージ』、角川書店）
- エロ漫の星（上下巻）（2010年、『ヤングキングアワーズGH』、少年画報社）
  - 漫犬 “エロ漫の星”（2013年 - 2015年、『ヤングキングアワーズGH』、少年画報社）
- この○○がエロい!!（2010年 - 2013年、『ヤングチャンピオン』、秋田書店）
- 直美さん！（『月刊コミックビーム』、2011年6月号 - 2011年9月号）、単行本未収録
- 働け!ハタラキさん（2013年、『月刊コミックビーム』、エンターブレイン）
- がけっプチ漫金日記（『月刊コミックビーム』、2010年3月号 - 2011年5月号）、未単行本
  - ざんねん！満金日記（『月刊コミックビーム』、2013年7月号）、単行本未収録
- ロロの旅（『月刊コミックビーム』、2013年7月号）、単行本未収録
- 満腹!この○○がエロい!!（2013年 - 2017年、『ヤングチャンピオン』、秋田書店）
- コレハラ?（2017年 - 2018年、『ヤングキングアワーズGH』、少年画報社）
- 連載島（2018年11月号 - 2019年8月号、『ヤングキングアワーズGH』、少年画報社）
- 少年画報社版 人物日本の歴史 三峯徹 （漫画：金平守人 監修：稀見理都）（2020年6月号[1] - 2022年11月号[2]、『ヤングコミック』、少年画報社）
- 蛍の扉（原作：富沢義彦、2021年 - 2022年2月17日 、『Z』、ホーム社）、電子書籍全1巻[3]
- なんとショーザン（シナリオ：富沢義彦、『コミック乱ツインズ』、リイド社、2023年4月号[4]）、単行本未収録
- グッケンハイブ（原作：富沢義彦、『サンデーうぇぶり』、小学館、2023年6月14日[5] - 2024年5月11日、既刊2巻）
  - グッケンハイブ SEASON２（原作：富沢義彦、『サンデーうぇぶり』、小学館、2024年7月17日[6] - 連載中）